# Bachtel
Bachtel är ett berg i Schweiz. Det ligger i distriktet Bezirk Hinwil och kantonen Zürich, i den östra delen av landet. Toppen på Bachtel är 1 115 meter över havet.
Terrängen runt Bachtel är kuperad. Bachtel är den högsta punkten i ett område med 5 km radie. 
Omgivningarna runt Bachtel är en mosaik av ängar och skog.